# Werther (pel·lícula)
Werther és una pel·lícula espanyola dramàtica de 1986 co-escrita i dirigida per Pilar Miró i protagonitzada per Eusebio Poncela i Mercedes Sampietro. És una adaptació lliure de la novel·la clàssica El jove Werther, de Goethe.
La pel·lícula es va rodar a Santander i fou seleccionada a la secció competitiva de la 43a mostra del Festival Internacional de Cinema de Venècia. També va guanyar el Goya al millor so en els I Premis Goya.

## Sinopsi
En una ciutat costanera del nord d'Espanya, un jove professor de grec, Werther, viu sol en la vella casa dels seus avantpassats a l'altre costat de la badia. És un home romàntic i malenconiós que accepta fer classes particulars al fill d'un ric armador, un nen introvertit i difícil. Werther se sentirà atret per la mare del noi, una dona forta i independent, i ja no podrà viure sense ella.

## Repartiment
- Eusebio Poncela - Werther
- Mercedes Sampietro - Carlota
- Féodor Atkine - Alberto
- Emilio Gutiérrez Caba - Federico
- Vicky Peña - Beatriz
- Reinhard Kolldehoff